# Bonnières-sur-Seine
Pour les articles homonymes, voir Bonnières et Seine (homonymie).
Bonnières-sur-Seine est une commune française du département des Yvelines (78), en région Île-de-France.
Ses habitants sont appelés les Bonniérois.

## Géographie

### Situation
Bonnières-sur-Seine est située à 15 km environ à l'ouest de Mantes-la-Jolie et à 11 km au sud-est de Vernon. C'est une petite ville industrielle dotée d'un port fluvial sur la rive gauche de la Seine dans la concavité d'un méandre à 66 kilomètres en aval de Paris.
Les communes limitrophes sont Freneuse au nord-est, Rolleboise à l'est, Rosny-sur-Seine au sud-est, La Villeneuve-en-Chevrie et Lommoye au sud-ouest, Notre-Dame-de-la-Mer à l'ouest et, au nord, Bennecourt sur la rive droite de la Seine.

### Géologie et relief
Le territoire communal, relativement peu étendu (proche de la moyenne yvelinoise de 712 hectares) s'étend sur environ cinq kilomètres dans le sens nord-sud. Il comprend au nord une partie basse, entre 20 et 30 mètres d'altitude, très urbanisée, et vers le sud, englobe une partie du plateau du Mantois. Il est délimité à l'est par un ravin encaissé, le val Guyon, creusé par un ruisseau affluent de la Seine.
Ce territoire est resté rural à 75 %, avec une forte proportion, environ 50 %, de surfaces boisées, principalement dans la partie sud-est du territoire, dans le prolongement de la forêt régionale de Rosny. L'espace urbain construit représente 18 % de la superficie totale et se concentre dans le nord du territoire, en bordure de Seine. Les zones d'activités économiques couvrent 24 hectares, principalement le long du fleuve.

### Climat
Pour des articles plus généraux, voir Climat de l'Île-de-France et Climat des Yvelines.
En 2010, le climat de la commune est de type climat océanique dégradé des plaines du Centre et du Nord, selon une étude du CNRS s'appuyant sur une série de données couvrant la période 1971-2000. En 2020, Météo-France publie une typologie des climats de la France métropolitaine dans laquelle la commune est exposée à un climat océanique et est dans la région climatique Sud-ouest du bassin Parisien, caractérisée par une faible pluviométrie, notamment au printemps (120 à 150 mm) et un hiver froid (3,5 °C).
Pour la période 1971-2000, la température annuelle moyenne est de 10,9 °C, avec une amplitude thermique annuelle de 14,4 °C. Le cumul annuel moyen de précipitations est de 691 mm, avec 11 jours de précipitations en janvier et 7,8 jours en juillet. Pour la période 1991-2020, la température moyenne annuelle observée sur la station météorologique la plus proche, située sur la commune de Magnanville à 11 km à vol d'oiseau, est de 11,6 °C et le cumul annuel moyen de précipitations est de 641,5 mm,. Pour l'avenir, les paramètres climatiques de la commune estimés pour 2050 selon différents scénarios d'émission de gaz à effet de serre sont consultables sur un site dédié publié par Météo-France en novembre 2022.

## Urbanisme

### Typologie
Au 1er janvier 2024, Bonnières-sur-Seine est catégorisée petite ville, selon la nouvelle grille communale de densité à sept niveaux définie par l'Insee en 2022.
Elle appartient à l'unité urbaine de Bonnières-sur-Seine, une agglomération intra-départementale regroupant sept communes, dont elle est ville-centre,,. Par ailleurs la commune fait partie de l'aire d'attraction de Paris, dont elle est une commune de la couronne,. Cette aire regroupe 1 929 communes,.

### Voies de communication et transports
Les communications routières sont assurées essentiellement par l'ancienne route nationale 13 Paris-Caen-Cherbourg, qui traverse la commune dans le sens est-ouest, de laquelle se débranche en limite ouest de la commune, la  RD 915 / RD 6015) en direction de Rouen. Un pont routier en deux parties, appuyées sur la Grande Île, assure la liaison avec la rive nord de la Seine. Vers le sud, la départementale 37 dessert les villages du plateau.

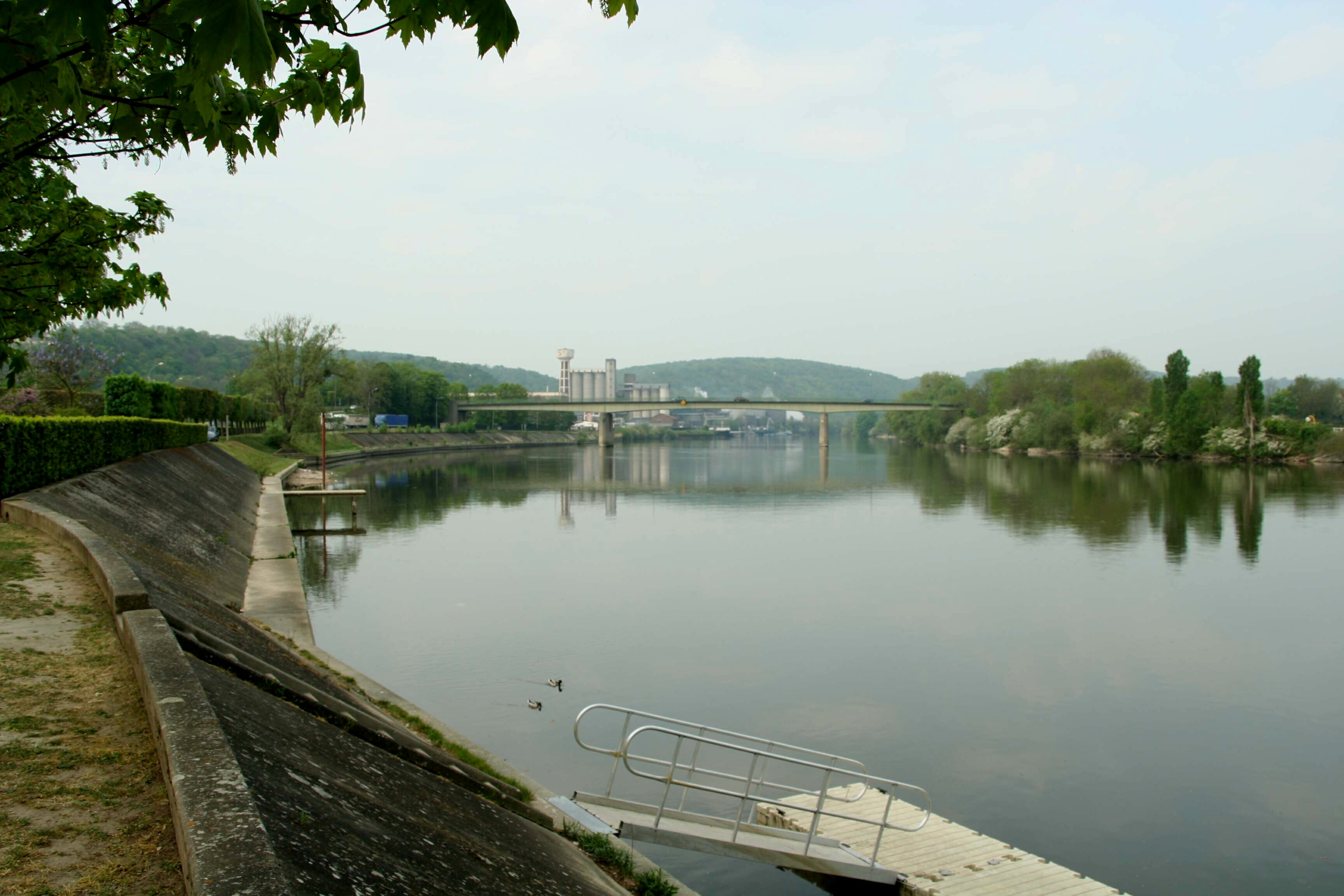
La Seine et le pont.

La commune est traversée au sud de la ville par l'autoroute de Normandie (A 13). Un demi-échangeur donne accès (uniquement vers/ou en provenance de Paris) au centre de Bonnières, grâce à une bretelle de quatre kilomètres empruntant le val Guyon. Pour les liaisons vers l'ouest, l'accès se fait par l'échangeur de Chaufour-lès-Bonnières, accessible à six kilomètres à l'ouest de Bonnières par la RN 13. Bonnières se trouvant au-delà de la barrière de péage de Buchelay, l'accès à la ville est payant depuis Paris, contrairement au reste des Yvelines. Cette situation, considérée par les élus locaux comme un handicap au développement économique de la ville et de sa région, fait l'objet d'un débat. Il est envisagé, entre autres, de déplacer la barrière de péage vers l'ouest.

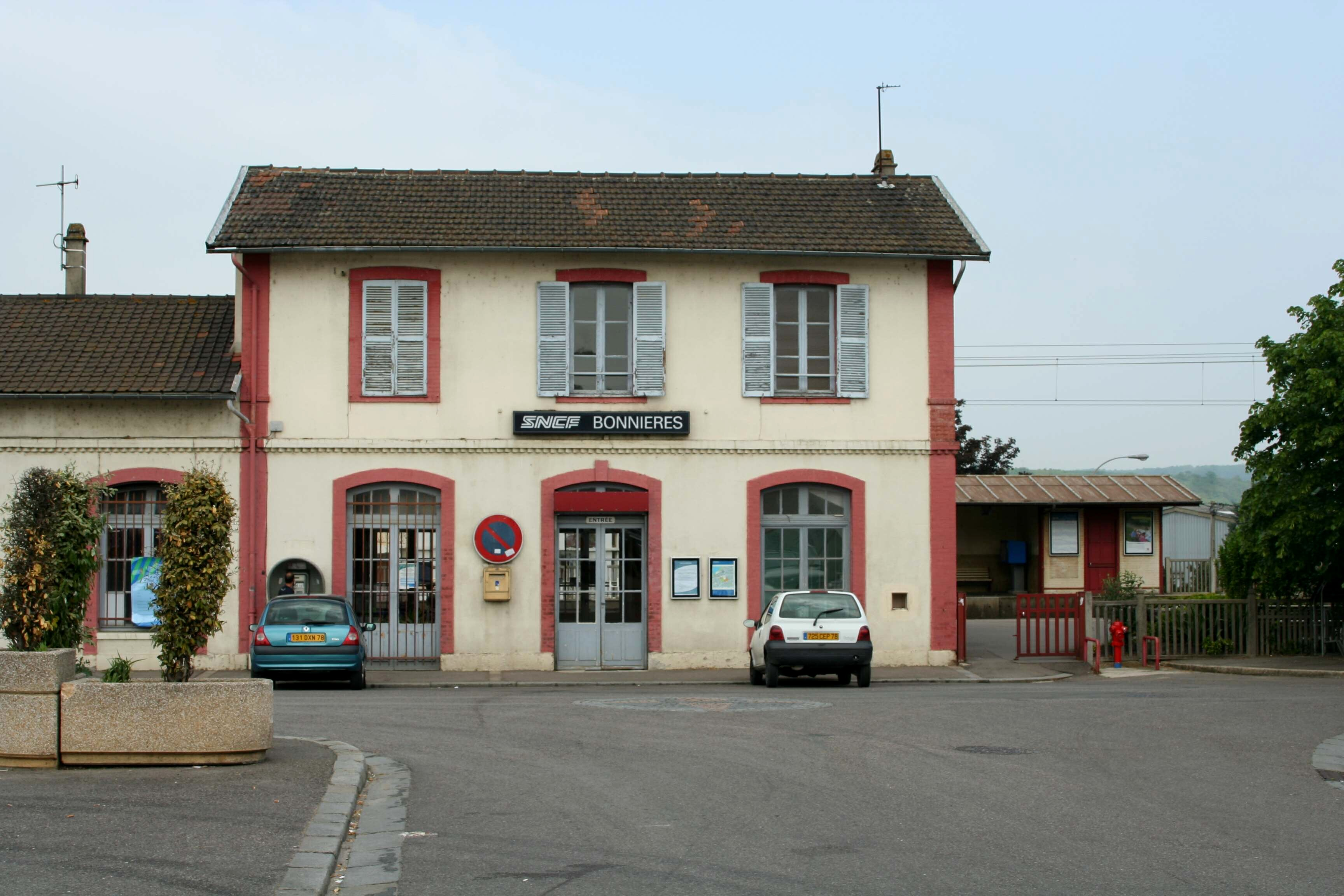
La gare.

Sur le plan ferroviaire, la ligne Paris-Rouen-Le Havre traverse le nord de la commune, le long de la Seine. La gare de Bonnières assure des liaisons voyageurs du type banlieue vers Paris-Saint-Lazare par la ligne J et accueille les TER de Normandie. Un embranchement particulier dessert la zone industrielle.
La zone industrielle dispose également de quais aménagés le long de la Seine canalisée.
Un sentier de grande randonnée, le GR 26 (Paris-Deauville par la rive sud de la Seine) traverse la commune dans le sens sud-est - nord-ouest. Un diverticule balisé le relie à la gare.

## Toponymie

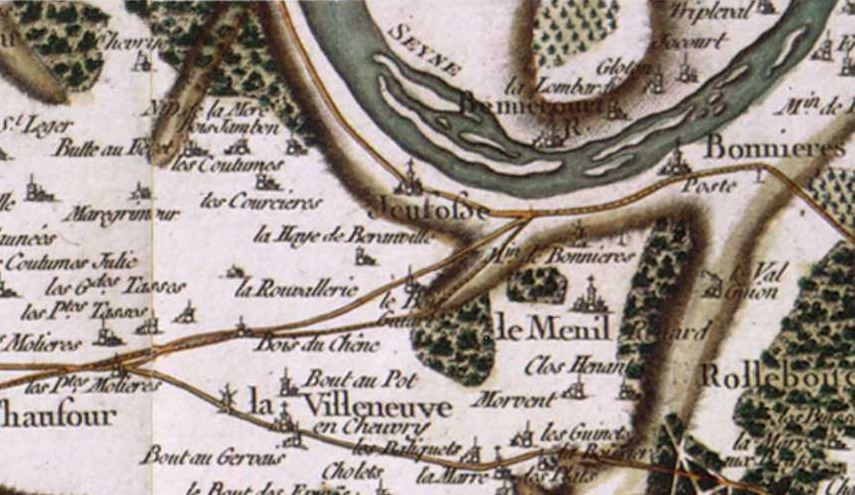
Carte de Bonnières au XVIIIe siècle (extrait de la carte de Cassini).

Le nom de « Bonnières » viendrait de l'ancien français bonnier (ou bonier), désignant une mesure agraire dans le Nord de la France et en Belgique, qui équivalait à plus ou moins un hectare, avec de grandes variations selon les régions.
D’un point de vue étymologique, toutes les hypothèses étant possibles, il est vraisemblable que Bonnières peut avoir été, à l’origine, un territoire dont la superficie s’étendait sur un tel bonnier.
La Seine la sépare de Bennecourt.

## Histoire

### Origines
Site occupé dès la préhistoire (site néolithique). Des restes de megaloceros ont été découverts dans un niveau archéologique daté entre - 14 000et - 13 000 ans.

### Époque contemporaine
Bonnières-sur-Seine était sous l'Ancien Régime un relais pour les diligences sur la route Caen-Paris.
Bonnières-sur-Seine a absorbé l'ancienne commune du Ménil-Renard vers 1794.
Bonnières a connu un essor industriel au XIXe siècle, avec la raffinerie de pétrole de Jules Micheaux (dont Zola s'inspira dans son roman l'Œuvre) et l'usine métallurgique Saint-Éloi de l'industriel belge Louis Piret.
Inauguration de la gare en 1843 (ligne de Paris-Saint-Lazare à Rouen).
Dans sa revue satirique Les Guêpes d'août 1845, Alphonse Karr indique concernant le tunnel de Rolleboise : « Le tunnel de Rolleboise, au moyen duquel on passe trois quarts de lieue sous terre, a été mal construit dans l'origine et la voûte laisse échapper quelques pierres tombants d'une grande hauteur et pourrait manquer de tuer ceux qui ne voulant pas payer 16 francs ou au moins 13 francs, seraient dans les wagons découverts... Lorsque le convoi arrive à Bonnières d'un côté ou à Rolleboise de l'autre, on arrête et on fait passer les voyageurs de 3e classe dans les wagons couverts... Ô humanité ! Après quoi on les fait rentrer à leur places, où ils ne seront plus exposés qu'à la pluie, au vent, aux flammèches des locomotives et aux pleurésies ».
L'usine Singer (société américaine de machines à coudre) est construite en 1934. Cette manufacture figure alors parmi les toutes premières entreprises à vocation mondiale. Elle a permis à de nombreuses personnes de la région d'y travailler. Elle est fermée en 1989.
Durant l'occupation de la France par l'Allemagne, il y avait sur la commune un camp d'entrainement qui fut utilisé par les troupes de répression allemandes.

## Politique et administration

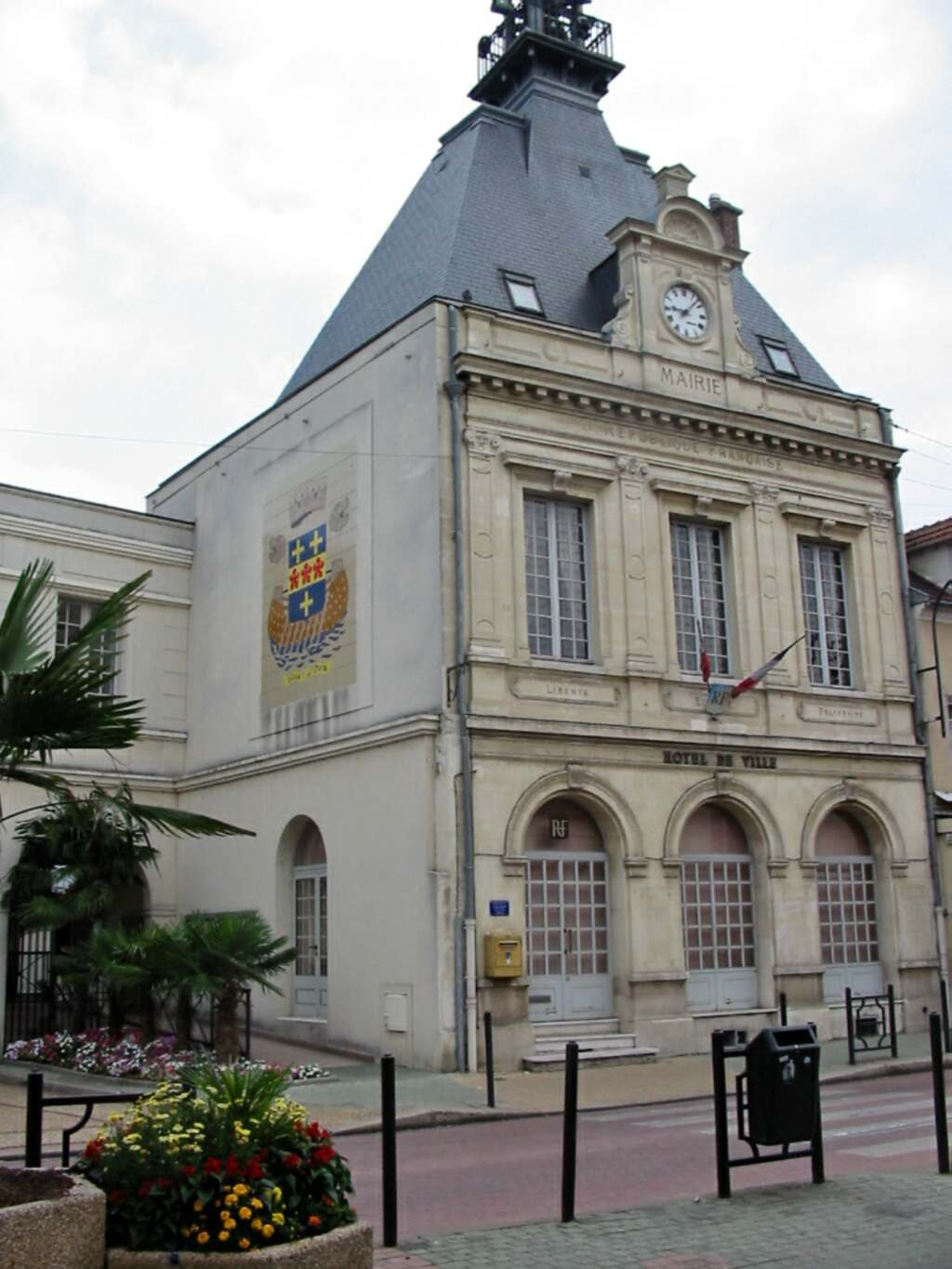
La mairie.

### Liste des maires
| Période                                  | Période    | Identité          | Étiquette       | Qualité |
| ---------------------------------------- | ---------- | ----------------- | --------------- | --- |
| Les données manquantes sont à compléter. |            |                   |                 | |
| 1874                                     | 1884       | Jules Michaux     | Droite          | Agriculteur, entrepreneur Conseiller général de Bonnières (1874 → 1883)                                     |
| Les données manquantes sont à compléter. |            |                   |                 | |
| ca. 1925                                 |            | Louis Gourmel     |                 | Pharmacien                                                                                                  |
| ?                                        | 1931       | Fernand Lamy      | PRRRS           | Médecin |
| Les données manquantes sont à compléter. |            |                   |                 | |
| ca. 1965                                 | après 1967 | Georges Manget    |                 | Chef de centre des PTT                                                                                      |
| Les données manquantes sont à compléter. |            |                   |                 | |
| mars 1971                                | mars 1989  | Octave Saubobert  | CD puis UDF-CDS | Quincailler retraité Conseiller général de Bonnières-sur-Seine (1968 → 2001)                                |
| mars 1989                                | juin 1995  | Serge Guillou     | DVD             | |
| juin 1995                                | En cours   | Jean-Marc Pommier | DVG             | Haut fonctionnaire 1er vice-président de la CC des Portes de l’Île-de-France Réélu pour le mandat 2020-2026 |

### Tendances politiques et résultats
| Scrutin             | Scrutin             | 1er tour | 1er tour | 1er tour | 1er tour | 1er tour  | 1er tour | 1er tour | 1er tour  | 1er tour | 1er tour | 1er tour | 1er tour | 2d tour | 2d tour | 2d tour | 2d tour | 2d tour | 2d tour |
| Scrutin             | Scrutin             | 1er      | 1er      | %        | 2e       | 2e        | %        | 3e       | 3e        | %        | 4e       | 4e       | %        | 1er     | 1er     | %       | 2e      | 2e      | %       |
| ------------------- | ------------------- | -------- | -------- | -------- | -------- | --------- | -------- | -------- | --------- | -------- | -------- | -------- | -------- | ------- | ------- | ------- | ------- | ------- | ------- |
| Présidentielle 2017 | Présidentielle 2017 |          | FN       | 28,48    |          | EM        | 20,15    |          | LFI       | 19,34    |          | LR       | 14,38    |         | EM      | 55,16   |         | FN      | 44,84   |
| Présidentielle 2022 | Présidentielle 2022 |          | RN       | 28,96    |          | LFI       | 28,38    |          | LREM      | 22,06    |          | REC      | 6,42     |         | RN      | 51,23   |         | LREM    | 48,77   |
| Législatives 2022   | 9e                  |          | RN       | 28,67    |          | LFI-Nupes | 26,56    |          | MoDem-Ens | 22,34    |          | REC      | 5,94     |         | RN      | 53,25   |         | MoDem   | 46,75   |
| Législatives 2024   | 9e                  |          | RN       | 40,07    |          | PS-NFP    | 33,17    |          | MoDem-Ens | 16,59    |          | LR       | 4,66     |         | PS      | 51,31   |         | RN      | 48,69   |

### Jumelage
Thy-le-Château (Belgique) depuis 1972, ancienne commune qui fusionne avec des autres commune dans la ville de Walcourt à la suite de la fusion des communes en 1977.

## Population et société

### Démographie
L'évolution du nombre d'habitants est connue à travers les recensements de la population effectués dans la commune depuis 1793. Pour les communes de moins de 10 000 habitants, une enquête de recensement portant sur toute la population est réalisée tous les cinq ans, les populations de référence des années intermédiaires étant quant à elles estimées par interpolation ou extrapolation. Pour la commune, le premier recensement exhaustif entrant dans le cadre du nouveau dispositif a été réalisé en 2005.

En 2022, la commune comptait 5 077 habitants, en évolution de +10,59 % par rapport à 2016 (Yvelines : +2,72 %, France hors Mayotte : +2,11 %).
| 1793 | 1800 | 1806 | 1821 | 1831 | 1836 | 1841 | 1846 | 1851 |
| ---- | ---- | ---- | ---- | ---- | ---- | ---- | ---- | ---- |
| 706  | 752  | 782  | 743  | 800  | 755  | 756  | 802  | 774  |

| 1856 | 1861 | 1866 | 1872 | 1876 | 1881  | 1886 | 1891  | 1896  |
| ---- | ---- | ---- | ---- | ---- | ----- | ---- | ----- | ----- |
| 714  | 809  | 822  | 839  | 930  | 1 028 | 986  | 1 033 | 1 169 |

| 1901  | 1906  | 1911  | 1921  | 1926  | 1931  | 1936  | 1946  | 1954  |
| ----- | ----- | ----- | ----- | ----- | ----- | ----- | ----- | ----- |
| 1 155 | 1 231 | 1 342 | 1 432 | 1 493 | 1 567 | 1 594 | 1 734 | 1 893 |

| 1962  | 1968  | 1975  | 1982  | 1990  | 1999  | 2005  | 2006  | 2010  |
| ----- | ----- | ----- | ----- | ----- | ----- | ----- | ----- | ----- |
| 2 250 | 2 846 | 3 399 | 3 253 | 3 437 | 3 993 | 4 059 | 4 049 | 4 344 |

| 2015  | 2020  | 2022  | - | - | - | - | - | - |
| ----- | ----- | ----- | - | - | - | - | - | - |
| 4 581 | 4 882 | 5 077 | - | - | - | - | - | - |

## Économie
- Zone industrielle : située en bord de Seine (port fluvial), entre le fleuve et la voie ferrée, elle a joué un rôle important dans le développement de la ville. On y trouve notamment :
  - Iton Seine, aciérie électrique et laminoir, filiale du sidérurgiste italien Riva[33] ;
  - Les Silos de Bonnières SA (silos à céréales), propriété de la SCAEL.

## Culture locale et patrimoine

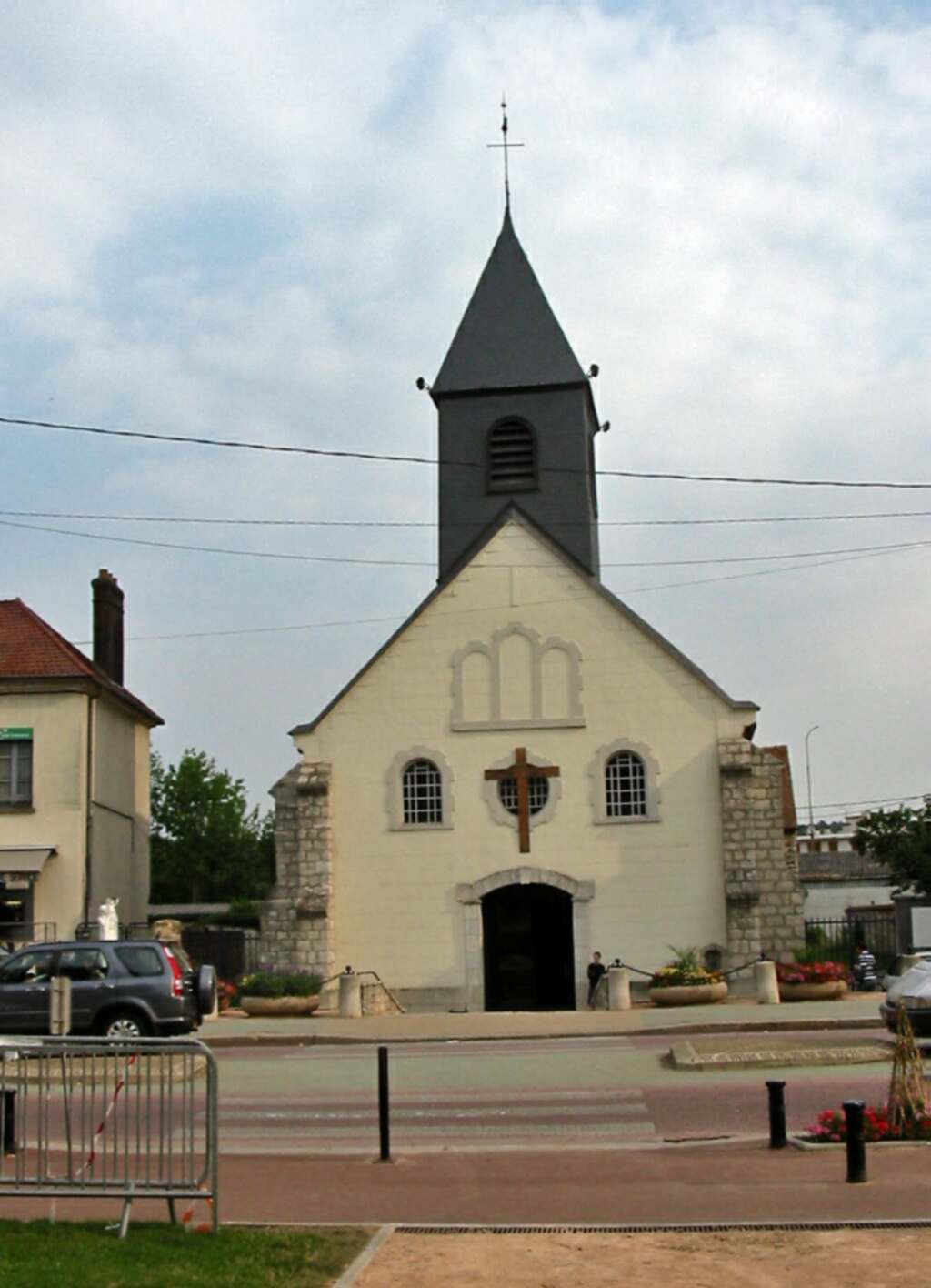
L'église.

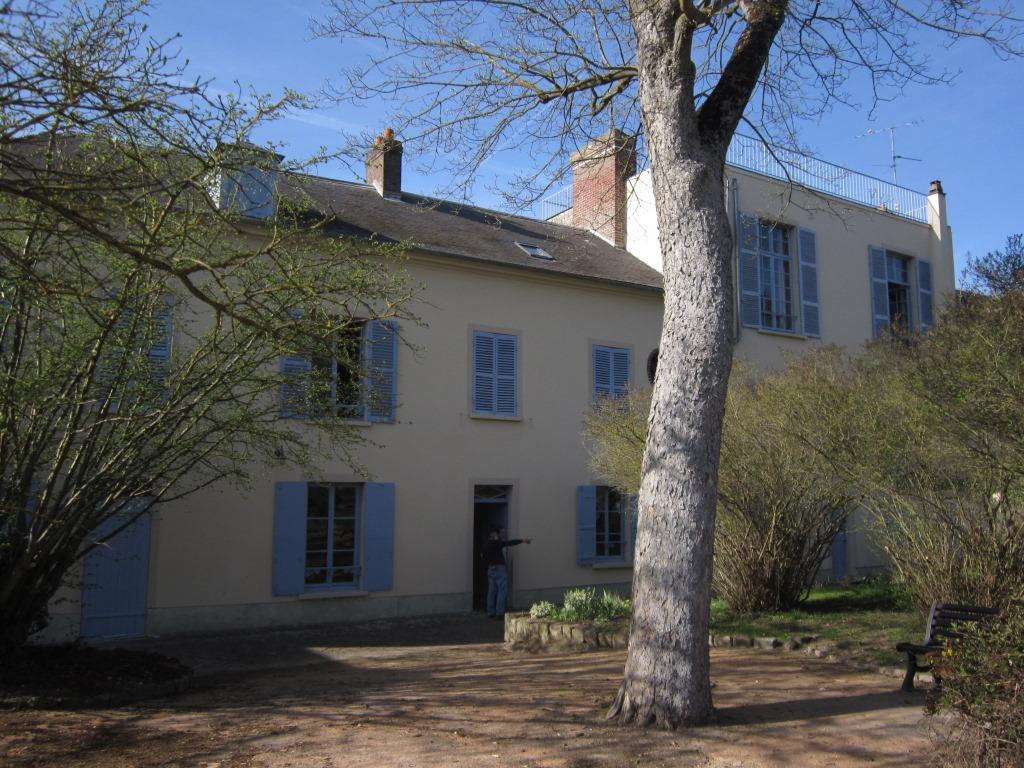
Propriété de Marcel Sembat.

### Patrimoine architectural
- Église Notre-Dame-de-la-Nativité

Ancienne chapelle de la sainte Vierge de Bonnières, elle a été consacrée le 4 janvier 1740. La construction en pierre et enduit blanc fut achevée le 2 janvier 1740, grâce notamment à des dons de l'évêque de Chartres et du duc de La Rochefoucauld. Le clocher carré couvert d'ardoises fut achevé en 1753. En 1763, un haut lambris fut apporté au chœur, qui fut orné en 1924 de peintures décoratives. Les vitraux originaux ont complètement disparu lors des bombardements alliés du printemps 1944.
De nouveaux vitraux figuratifs, sur le thème des vingt mystères de la vie de Jésus, de Marie et des quatre chapelets, sont installés à partir d'août 2004. Leur conception est le fait d'un moine du prieuré de Chérence (Val-d'Oise).
- Arcades du château de Beuron

Il s'agit de vestiges de la façade du château de Beuron, qui fut construit sur le territoire actuel de la commune de Perdreauville et qui appartint à Sully. La municipalité a fait installer, en 1975, ces trois arcades dans le jardin public en face de l'église.
- Propriété de Marcel Sembat et Georgette Agutte[34]

Située dans un parc de 6 805 m2, a fait l'objet d'une acquisition par la municipalité qui souhaitait la restaurer et y installer des équipements culturels.
- Sépulture en fosse de Bonnières-sur-Seine

Tombe datée du Néolithique découverte en mai 1950, classée monument historique depuis 1951 ; elle n'est pas ouverte au public mais accessible par l'intérieur du centre culturel Louis-Jouvet.
- Tour carrée du Mesnil-Regnard (ruines)

Vestiges d'un édifice fortifié au sud-ouest de Bonnières à 105 m d'altitude.

### Patrimoine littéraire
La gare de Bonnières-sur-Seine étant relativement ancienne, elle est souvent mentionnée dans la littérature française car faisant partie de l'axe ferroviaire Paris-Le Havre et Paris-Rouen. Ainsi, le personnage de Séverine dans La Bête Humaine d'Émile Zola y séjourne quelque temps, et la fin du tunnel de Rolleboise est évoquée régulièrement dans l'ouvrage. Ce dernier fait aussi l'objet d'une mention dans Les Misérables de Victor Hugo.

### Patrimoine naturel
La municipalité a acquis en 1959 le bois de la Houssaye, situé dans le sud-est de la commune. Cette forêt, d'une superficie totale de 95 hectares, est gérée par l'ONF. Elle a été amputée de 11 hectares en 1965 pour laisser le passage à l'autoroute A13 qui la traverse en tranchée, en son centre, la coupant physiquement en deux parties.

### Personnalités liées à la commune
- Marcel Sembat (1862-1922), député socialiste, ministre du Travail, ami de Jean Jaurès, est né à Bonnières où il a résidé toute sa vie. Il est enterré dans le cimetière communal.
- Georgette Agutte (1867-1922), artiste peintre et sculpteur, épouse de Marcel Sembat, elle s'est suicidée le jour même de la mort de ce dernier. Elle avait son atelier à Bonnières. Elle est enterrée dans le cimetière communal.
- Louis Piret, industriel belge, maître de forges à Thy-le-Château près de Charleroi, installa une usine sidérurgique à Bonnières en août 1915[39].
- Jacques Carlu (1890-1976), architecte, né à Bonnières, est notamment l'auteur du palais de Chaillot et du palais de l'Otan à Paris.
- Jean Carlu (1900-1997), dessinateur publicitaire et affichiste, frère du précédent, également né à Bonnières.
- Jean Kahn (1916-1970), philosophe, décédé à Bonnières après s'y être jeté d'un train.

### Héraldique
|  | Bonnières-sur-Seine - Les armes de Bonnières-sur-Seine se blasonnent ainsi : d'azur à la fasce d'or, chargée de trois quintefeuilles de gueules, accompagnée de trois croisettes d'or. |